# Oberkochen
Oberkochen là một đô thị (thị trấn) nằm ở huyện Ostalbkreis, thuộc bang Baden-Württemberg, Đức.